# Agustín Briolini
Agustín Briolini (Las Sierras, Córdoba, 6 de abril de 1992 - Villa Carlos Paz, Córdoba, 23 de noviembre de 2014) fue un cantante y músico argentino, popular en la ciudad cordobesa por integrar la banda de rock Krebs.

## Carrera
Hijo de Néstor Briolini y de Nora Vidal, integró la banda  de rock alternativa independiente conocida como Krebs. El nombre del grupo es un homenaje a una de las pinturas de Salvador Dalí, y también hace referencia la respiración celular conocida como Ciclo de Krebs. Este grupo iniciado en septiembre del 2012, fue integrado además por Gustavo Escobar (bajo y coros) y Diego Regali (batería). 
Agustín se inició interpretando sus propios temas en reconocidos pubs y bares de la ciudad, entre ellos Radio, que fue el primer tema del Demo grabado en enero de 2012. Hicieron presentaciones en Córdoba (Bialet Massé, Cosquín), Buenos Aires (Hurlingam, Moreno y San Miguel). También tocaron con otras bandas importantes del momento como Mustafunk. Con su grupo fueron escuchados en otros países, como por el productor norteamericano Gordon Raphael, quien trabajó en los dos primeros discos del grupo The Strokes.
Como líder del grupo se caracterizó por interpretar temas propios con profundas y significativas letras que innovaron en el rock del circuito under.

## Temas interpretados
- «Sube la temperatura»
- «Préstame un sentimiento»
- «Naufragar»
- «Radio»
- «No me destruyas»[5]
- «Inmigrante sol de medianoche»
- «La sal es el amor»

## Fallecimiento
Agustín Briolini falleció la noche del domingo 23 de noviembre de 2014 cerca de las 20 hs, cuando efectuaba una prueba de sonido junto a su banda de rock para presentar su primer CD en un teatro de la ciudad cordobesa de Villa Carlos Paz.
El fiscal de instrucción que interviene en el caso, Carlos Masucci, ordenó que se realicen una serie de pericias técnicas en la sala del Teatro del Sol, que suele ser muy utilizado durante la temporada turística, con el fin de determinar los motivos que produjeron la falla eléctrica. El inicio del juicio se pactó 8 de noviembre de 2021 en la Cámara Cuarta del Crimen de Tribunales 2. La causa tiene tres imputados: los sonidistas Federico Murúa y José Pascual Escalante y el propietario de la sala, el empresario Pablo Cava. Las pericias determinaron que los disyuntores de la instalación eléctrica del teatro eran industriales y no protegían la vida humana, al tiempo que no se había conectado la descarga a tierra.